# Luftflotte 6
A Luftflotte 6 foi um corpo aéreo da Luftwaffe durante a Segunda Guerra Mundial, tendo participado da guerra atuando principalmente na Frente Oriental.

## Oberbefehlshaber
| Comandante                                   | Data                                    |
| -------------------------------------------- | --------------------------------------- |
| Generalfeldmarschall Robert Ritter von Greim | 5 de Maio de 1943 - 24 de Abril de 1945 |
| Generaloberst Otto Deßloch                   | 27 de Abril de 1945 - 8 de Maio de 1945 |

## Chef des Stabes
- Generalmajor Friedrich Kless, 11 de Maio de 1943 - 8 de Maio de 1945

Formado no dia 5 de Maio de 1943 a partir do Luftwaffenkommando Ost no Centro da Rússia (Smolensk).

## Bases do QG
| Maio de 1943 - Setembro de 1943           | Smolensk       |
| Setembro de 1943 - Fevereiro de 1944      | Minsk          |
| Fevereiro de 1944 - 28 de Junho de 1944   | Priluki        |
| 30 de Junho de 1944 - Agosto de 1944      | Warzaw         |
| Agosto de 1944 - Dezembro de 1944         | Brünnstadt     |
| Dezembro de 1944 - Janeiro de 1945        | Ozorkov        |
| Janeiro de 1945 - 16 de Fevereiro de 1945 | Merzdorf       |
| 16 de Fevereiro de 1945 - Março de 1945   | Treuenbrietzen |
| Março de 1945 - Maio de 1945              | Cottbus        |

## Ordem de Batalha
Controlou as seguintes unidades durante a guerra:
- Verbindungsstaffel/Luftflotte 6 (from Verb.Sta./Lw.Kdo.Ost), 5.43 - 4.45
- Luftwaffenkommando 4, 21.4.45 - 8.5.45
- Luftwaffenkommando VIII, 29.4.45 - 8.5.45
- Luftwaffenkommando Ostpreussen, 1.45 - 5.45
- Luftwaffenkommando Schlesien, 25.1.45 - 2.2.45
- Luftwaffenkommando West, 1.4.45 - 8.5.45
- II. Fliegerkorps, 3.2.45 - 2.4.45
- IV. Fliegerkorps, 12.43 - 9.44
- VIII. Fliegerkorps, 7.44 - 25.1.45 e 2.2.45 - 29.4.45
- 1. Flieger-Division, 5.43 - 3.2.45
- 3. Flieger-Division, 1.45 - 4.45
- 4. Flieger-Division, 6.43 - 3.2.45
- Fliegerführer 1, 27.12.43 - 30.7.44
- Fliegerführer 6, 26.11.44 - 24.1.45
- Fliegerführer 200, 6.3.45 - 8.5.45
- Jagdfliegerführer Ostpreussen, 1.45 - 5.45
- Jagdfliegerführer Schlesien, 1.45 - 2.45
- Jagdabschnittsführer 6, 5.44 - 8.44
- Luftgau-Kommando I, 8.8.44 - 8.5.45
- Luftgau-Kommando VIII, 23.1.45 - 1.3.45
- Luftgau-Kommando XV, 12.44 - 2.45
- Feldluftgau-Kommando XXV, 1.7.44 - 7.9.44
- Feldluftgau-Kommando XXVII, 1.4.43 - 8.44
- I. Flakkorps, 6.44 - 5.45
- II. Flakkorps, 10.43 - 1.45
- 12. Flak-Division, 5.43 - 11.43
- 18. Flak-Division, 5.43 - 11.43
- 23. Flak-Division, 10.43 - 1.44
- 10. Flak-Brigade, 5.43 - 11.43
- Luftnachrichten-Regiment 262
- Flugmelde-Meß-Abteilung 21
- Luftnachrichten-Regiment 22
- Luftnachrichten-Regiment 35